# 청산초등학교 (충북)
청산초등학교는 대한민국 충청북도 옥천군 청산면 지전리에 있는 공립 초등학교이다.

## 학교 연혁
- 1905년 4월 1일 사립 신명학교 개교
- 1912년 4월 1일 청산공립보통학교 인가
- 1938년 4월 1일 청산공립심상소학교 개칭
- 1941년 4월 1일 청산공립국민학교 개칭
- 1946년 4월 1일 청산국민학교로 개칭
- 1980년 4월 5일 병설유치원 개원
- 1995년 3월 1일 예곡분교, 대월분교 통합
- 1996년 3월 1일 청산초등학교로 개칭
- 1999년 3월 1일 청동초등학교 통합
- 2000년 10월 11일 시청각실 준공
- 2005년 4월 1일 개교 100주년 기념 행사
- 2005년 8월 26일 도서관 신축 및 향토사료관 개관, 과학실 리모델링
- 2006년 11월 20일 저학년 어린이 도서관 '꿈초롱 도서관' 개관
- 2010년 7월 16일 다목적 체육관 '청산관' 개관
- 2017년 2월 17일 제102회 졸업 14명 (총 9802명)
- 2017년 3월 1일 제38대 최정랑 교장 부임
- 2017년 3월 1일 7학급 편성(특수 1학급 포함)

## 참고 자료
- 청산초등학교 - 한국교육학술정보원 학교알리미